# Bar (dopływ Mozy)
Bar – rzeka we Francji, przepływająca przez teren departamentu Ardeny, o długości 61,7 km. Stanowi lewy dopływ rzeki Mozy.